# Shiny Entertainment
Shiny Entertainment — видавець та розробник відеоігор, заснований в Лагуна Біч (штат Каліфорнія), Девідом Перрі в жовтні 1993 року. Найпопулярніші ігри Shiny — це Earthworm Jim, MDK, Sacrifice та The Matrix: Path of Neo.

## Історія
Компанія була заснована 1 жовтня 1993 року Девідом Перрі, вихідцем з Virgin Interactive. 12 жовтня 1994 року Shiny випустила свою першу гру - Earthworm Jim. Небачена на ті часи графіка і анімація, захоплюючий сюжет і різноманітні рівні зробили гру хітом того часу. У 1995 році вийшло продовження - Earthworm Jim 2, що мало сильніший, ніж перша частина, ухил в квести. У квітні 1997 року вийшла перша 3D-гра компанії - фантастичний шутер від третьої особи MDK. Після цього були випущені гри Wild 9 і R / C Stunt Copter.
Влітку 1997 року кілька провідних співробітників покинули студію і заснували власну Planet Moon Studios.
У 2000 році вийшло чергове значне творіння Shiny - Messiah - антиутопічна казка, перейнята жорстким сарказмом і гумором. У тому ж році вийшла RTS / RPG Sacrifice, що отримала безліч позитивних відгуків і стала першою і останньою грою Shiny, орієнтованої на мультиплеер.
У 2002 році компанія Interplay, видавець і власник Shiny, продала її Infogrames, що стала згодом відродженої Atari. Новий власник доручив Shiny розробку ігор за мотивами трилогії "Матриця", і в 2003 році виходить Enter the Matrix - мало чим примітний beat 'em up від третьої особи, який отримав, в основному, низькі оцінки. Що вийшла в 2005 році гра The Matrix: Path of Neo також не стала успішною.
У лютому 2006 року, Atari оголосила про реструктуризацію і продажу Shiny і засновник компанії Девід Перрі пішов у відставку. Зрештою, Девід Перрі повернувся в компанію і почав направляти свої сили на MMORPG ігри з компанією Acclaim Games.
У жовтні 2006 року Atari продала Shiny компанії Foundation 9 Entertainment, в складі якої була розроблена гра The Golden Compass. Пізніше компанія разом з "The Collective" була об'єднана в Double Helix Games.